# 8686 Акенсіде
8686 Акенсіде (1992 OX1, 1996 QL1, 8686 Akenside) — астероїд головного поясу, відкритий 26 липня 1992 року.
Тіссеранів параметр щодо Юпітера — 3,590.